# 至少做一件離譜的事
至少做一件離譜的事是香港女性創作歌手Kiri T於2024年推出的粵語單曲，由Kiri T聯同J. Arie、Gavin Chan作曲，黃偉文填詞。此歌被視為Kiri T的首支主流粵語流行曲，頗受大眾注意，顯著提升了其知名度。

## 創作與製作
香港女性創作歌手ICloud 雲浩影2015年於美國留學修讀音樂期間，發表了自己的英語出道曲Twenty-Something，並打入當地獨立流行音樂榜，後來她回流到香港樂壇以獨立創作歌手身份發展，作品以歐美風格及英語為主（她曾自評音樂風格為電子音樂與當代節奏藍調混合）。2022年，她與香港華納唱片簽約成為旗下歌手，同年推出首支粵語單曲扭擰雪糕屋，此歌與其後的粵語作品仍走非主流路線。至2024年，她有感自己近年的曲風開始重複，遂希望嘗試「一些完全不是自己會做的作品」，在此背景下，被視為她首支主流粵語流行歌曲的至少做一件離譜的事創作而成。在此歌的創作與製作上，有不少Kiri T的首次嘗試（詳見下文）。
至少做一件離譜的事由J. Arie、Kiri T、Gavin Chan作曲，黃偉文填詞，Kiri T、蘇道哲編曲，Kiri T、陳考威監製；時長3分53秒，以
拍的E大調創作，每分鐘142拍，曲風憂鬱。這次是Kiri T與資深填詞人黃偉文首度合作。對於作曲及編曲的合作形式，據Kiri T透露，她是以J. Arie所寫的Demo作為基礎加以創作，是她首次以這種模式創作，此歌在年末獲獎時Kiri T曾形容不是自己所寫，應歸功於J.Arie；這亦是Kiri T首次為ballad類作品編曲及監製，由於缺乏經驗，編曲方面未能準確拿捏，交由蘇道哲跟進完成當時共錄製了三個版本進行挑選。面世版本以鋼琴伴奏貫穿全曲。
其實這是個很普遍的曲式，但對我來說一點都不普通、很特別。——Kiri T在訪問中解釋
歌詞訴說一段不顧後果、甘願冒險的愛情，主張成長過程中的衝動亦有價值，放膽去做旁人認為「離譜」（不合常理）的事。

## 發行
此歌於2024年3月18日由香港華納唱片派至各電台及電視台。3月19日起於各網絡音樂平台發售。

## 音樂影片
音樂影片的內容是Kiri T戴上太空衣頭盔，坐在一部貨車的開放式車斗上彈奏鋼琴；全片在將近日出，天色漸亮的時段，於行駛中的貨車上以一鏡到底的方式拍攝。據Kiri T自述，她對影片的構思本來是在太空中種花，但製作團隊認為他們的CG技術難以展現花的生長，建議改為她身穿太空衣，最終演變為只戴上太空衣頭盔，而日出的天色變化則代替了花在太空生長的意象。
影片於3月19日在YouTube發佈後，至12月初獲得近490萬點擊率，成為2024年度YouTube香港區十大熱門音樂影片的第七位，Kiri T形容影片是隨心而拍，當初沒預期如此受歡迎。

## 迴響
作為Kiri T的首支主流粵語流行曲，此歌頗受大眾注意，顯著提升了其知名度。Kiri T自言此歌的成功也使她其他作品的曝光率有所提高，亦有助於她隨後再推出一些符合自己原有風格的歌曲。
此歌除了獲得不少香港歌手翻唱，台灣女歌手魏如萱亦曾發佈翻唱此歌的影片以作推介，韓國女歌手Gyubin赴香港參與音樂活動時亦曾翻唱。

### 榜單成績
| 週榜榜單（2024年）      | 最高排名 |
| ----------------------- | -------- |
| 903專業推介             | 1        |
| 新城勁爆本地榜          | 5        |
| 勁歌金榜                | 4        |
| Chill Club 推介榜       | 5        |
| 《Billboard》香港歌曲榜 | 1        |

### 獎項及提名
| 頒發年月   | 頒獎典禮                       | 獎項                                    | 結果   | 備註               |
| ---------- | ------------------------------ | --------------------------------------- | ------ | ------------------ |
| 2024年11月 | 第22屆CASH金帆音樂獎           | 最佳旋律                                | 獲獎   |                    |
| 2025年1月  | 2024年度叱咤樂壇流行榜頒獎典禮 | 專業推介．叱咤十大                        | 第五位 | Kiri T首次獲得此獎 |
| 2025年4月  | Chill Club 推介榜年度推介24/25 | 音樂第一 歌曲獎（節奏藍調歌曲）（之一） | 獲獎   |                    |

## 備註
1. ↑  英文歌名按官方音樂影片標題。
2. ↑  來源將英文歌名最後一詞「Once」誤作「On」。